# Роберт ван дер Вен
Роберт ван дер Вен (нід. Robert van der Veen, 26 вересня 1906 — 18 березня 1996) — нідерландський хокеїст на траві.
Срібний призер Олімпійських Ігор 1928 року.